# Athyrium tsurutanum
Athyrium tsurutanum är en majbräkenväxtart som beskrevs av Kurata. Athyrium tsurutanum ingår i släktet Athyrium och familjen Athyriaceae. Inga underarter finns listade.